# Újlak (Horvátország)
Újlak (horvátul: Ilok) város és község Horvátországban, Vukovár-Szerém megyében. Újlak Horvátország legkeletibb városa, a Nyugat-Szerémség igazgatási, gazdasági és kulturális központja.

## Fekvése
Vukovártól 34 km-re délkeletre, a Tarcal-hegység nyugati lejtői között, a Duna partján emelkedő dombtetőn, kitűnő bortermő vidéken fekszik.

## A község települései
A községhez Újlakon kívül Atya, Bábafalva és Moha települések tartoznak.

## Története
Már a történelem előtti időktől különböző kultúrák keveredtek itt, kihasználva a hely kedvező stratégiai fekvését és klímáját. A legkorábbi leletek a város területén a neolitikumból származnak, de számos lelet származik a bronzkorból és a vaskorból is. Különösen gazdag a vinkovci és a vučedoli kultúra leletanyaga. Már az illírek is termeltek bort a mai város helyén, majd a rómaiak Cuccium nevű települése állt itt. Később a Szerémi egyházmegye püspöki székvárosa. Első írásos említése 1267-ben „Wylok” néven történt. Az 1332 és 1335 között kelt pápai tizedjegyzékben is többször említik „Iwnlak”, „Vilak”, „Vylok”, „Wlhoc”, „Wylak” formában. 1343-ban a ferences kisebb testvérek rendjének itteni szerzeteseit említik, akik 1349-ben felépítették a Nagyboldogasszony templomot. Újlak az Újlakiak ősi fészke, váruk a Duna partján áll. A várat valószínűleg a Csák nembeli Ugrin építtette a 14. század elején, először 1364-ben említik, ekkor kapta meg az Újlaki család.
1387-ben Garai Miklós macsói bán foglalta el kiűzve onnan a lázadó Horvátiakat. A 14. századra tízezres lakosságával Magyarország egyik legnépesebb városának számított. Aranykorát Újlaki Miklós idejében élte, aki korának egyik leghatalmasabb főura, macsói bán, erdélyi vajda és bosnyák király is volt. Ő építtette a városfalakat, melyek nagyrészt még ma is állnak. A várba kétszintes palotát építtetett. Megújíttatta és bővíttette a ferencesek templomát és kolostorát. Ide a ferences kolostorba vonult vissza Kapisztrán Szent János a nándorfehérvári diadal után, és itt halt meg 1456. október 23-án. Kápolnája a vár oldalában áll, oltárképén a parasztokat harcba vezető lánglelkű szerzetes, az oltár előtt pedig sírja látható. A város 1453-ban szabad királyi város lett, melyet 1525-ben II Lajos király is megerősített. 1494-ben a Drágffy vezette királyi hadak foglalták el. A hagyomány szerint innen választották Tomori Pált a kalocsai érseki székbe.

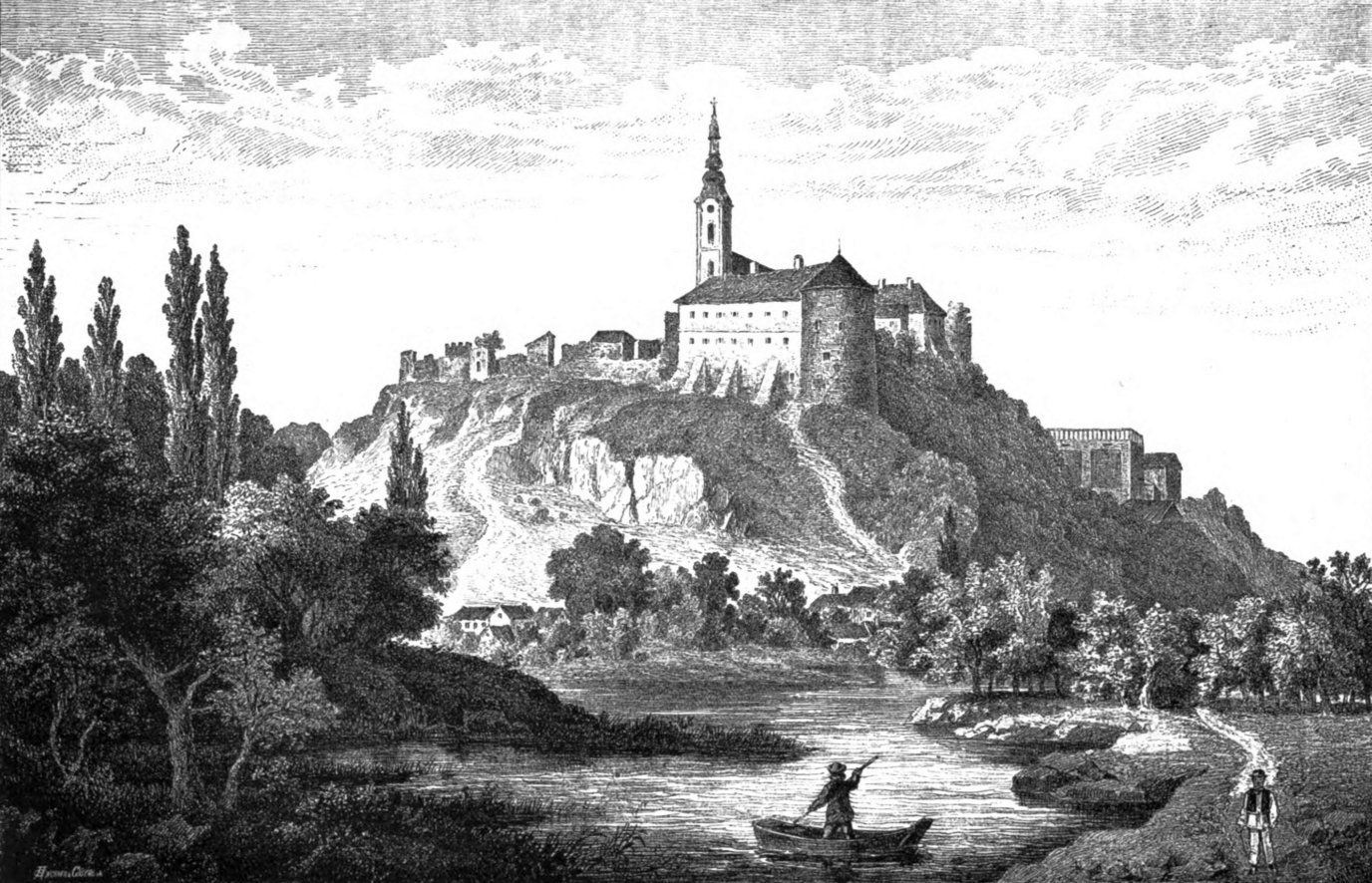
Újlak vára 1880-ban

A kolostort 1526-ban dúlta fel I. Szulejmán szultán hadserege. 1526. augusztus 8-án nyolc napi ostrom után Ibrahim basa foglalta el, és csak 1688. július 12-én szabadította fel II. Miksa Emánuel bajor választófejedelem serege. A török uralom alatt a szerémi szandzsák székhelye volt, 200 boltja, két vallás- és hat népiskola működött a városban. Evlija Cselebi szerint ekkor Újlak a legszebb város volt Nándorfehérvár és Buda között. Ezután birtokosai, az itáliai származású Odelscalchi hercegek boszniai keresztényeket telepítettek ide. Korszerű kastélyt építettek, modernizálták a szőlőtermesztést és borospincéket létesítettek. Az ő idejüket szokás a város második aranykorának nevezni. A 18. század végén költöztek ide az első szlovák telepesek, akik katolikus vallásuk miatt évtizedek múlva asszimilálódtak. Az 1860-as években evangélikus szlovákok költöztek Újlakra Bácskából, akik máig is őrzik vallásukat és nemzetiségüket.
A 19. században borai világhírnévre tettek szert. Az újlaki borokat azóta rendszeresen szállítják a brit királyi udvarba, például II. Erzsébet koronázásán is szolgáltak fel újlaki bort. A délszláv háború idején népe sokat szenvedett. Az első szerb támadás 1991. július 8-án érte a város rendőrőrsét, melyben egy horvát rendőr meghalt. Másnap megkezdődött a város elleni általános szerb támadás, de a jól szervezett védelem visszaverte az akciót. 27-én a jugoszláv hadsereg lőtte gránátokkal a várost, 30-án pedig erős harckocsiegységek érkeztek a város alá. Augusztus 2-án a nőket és a gyermekeket elmenekítették. Október 12-én a védők ultimátumot kaptak a város átadására. Október 14-én aláírták a megállapodást a város kiürítéséről és 17-én lakosság zöme elhagyta a várost. A lakosságból 1200-an döntöttek úgy, hogy a szerb megszállás alatt is a városban maradnak. Ők hat évig állandó üldöztetésnek voltak kitéve. 1991 végén és 1992 elején szerb családok vándoroltak be Horvátország középső részéből (Nyugat-Szlavónia), majd Bosznia-Hercegovinából és Szerbiából. Behatoltak a tulajdonosok házaiba, napirenden voltak a provokációk, a verések és a gyilkosságok. Az ipari, mezőgazdasági és erdészeti tulajdonokat alaposan kifosztották, Szerbiába vitték vagy megsemmisítették. A háborús helyzet konszolidálódása és a térséget érintő megállapodások aláírása után a lakosság 1997 júliusában kezdett visszatérni otthonaiba, melyeket kifosztva talált. 1998. január 15-én a horvát Duna-régió békés reintegrációja és a szerbek távozása után a város újra visszanyerte régi hírét. A 21. század elején komoly borászati beruházásokat hajtottak végre.

## Népessége
| Lakosság változása | Lakosság változása | Lakosság változása | Lakosság változása | Lakosság változása | Lakosság változása | Lakosság változása | Lakosság változása | Lakosság változása | Lakosság változása | Lakosság változása | Lakosság változása | Lakosság változása | Lakosság változása | Lakosság változása | Lakosság változása |
| ------------------ | ------------------ | ------------------ | ------------------ | ------------------ | ------------------ | ------------------ | ------------------ | ------------------ | ------------------ | ------------------ | ------------------ | ------------------ | ------------------ | ------------------ | ------------------ |
| 1857               | 1869               | 1880               | 1890               | 1900               | 1910               | 1921               | 1931               | 1948               | 1953               | 1961               | 1971               | 1981               | 1991               | 2001               | 2011               |
| 3.110              | 3.776              | 3.489              | 4.288              | 4.387              | 4.856              | 5.475              | 5.809              | 5.361              | 5.696              | 6.193              | 6.683              | 6.700              | 6.775              | 5.897              | 5.072              |

A 2011-es népszámlálás szerint Újlak teljes népessége a közigazgatásilag hozzá tartozó településekkel együtt 6767 fő volt. A községhez tartozó egyes települések adatai (2011):
- Bábafalva (Bapska): 928 fő
- Újlak (Ilok): 5072 fő
- Moha[10] (Mohovo): 239 fő
- Atya (Šarengrad): 528 fő

Magának Újlaknak 1910-ben 4856 lakosa volt, közülük 2729 horvát (56,2%), 840 szlovák (17,3%), 571 német (11,8%), 448 szerb (9,2%) és 254 magyar (5,2%) volt.
1991-ben Újlak 6775 lakosából 4248 (62,7%) horvát, 1157 szlovák (17,1%), 484 szerb (7,1%) és 105 magyar (1,5%) volt.
2011-ben 6 767 lakosából 5 189 (76,68%) horvát, 935 (13,82%) szlovák, 439 (6,49%) szerb, 78 (1,15%) magyar, 126 (1,86%) más nemzetiségű volt.

#### 1991 Népszámlálás
| Újlak/Ilok |
| --- |
| 1991 |
| total: 6,775 Horvátok 4,248 (62,70%) Szlovákok 1,157 (17,07%) Szerbek 484 (7,14%) Jugoszlávok 474 (6,99%) Magyarok 105 (1,54%) Ruszinok 28 (0,41%) Albánok 10 (0,14%) Muszlimok 10 (0,14%) Macedónok 9 (0,13%) Montenegróiak 8 (0,11%) Németek 5 (0,07%) Csehek 2 (0,02%) Szlovének 2 (0,02%) Ukránok 1 (0,01%) others 2 (0,02%) |

#### 1910 Népszámlálás
| Újlak/Ilok | Újlak/Ilok |
| --- | --- |
| Nyelv | Vallás |
| · total: 4,856 Horvát 2,729 (56,19%) Szlovák 840 (17,29%) Német 571 (11,75%) Szerb 448 (9,22%) Magyar 254 (5,23%) Cseh 7 (0,14%) Ruszin 5 (0,10%) Szlovén 1 (0,02%) others 1 (0,02%) | · total: 4,856 Római katol. 3,325 (68,47%) Evangélikus 646 (13,30%) Pravoszláv 450 (9,26%) Zsidó 213 (4,38%) Kálvinizmus 204 (4,20%) Keleti katol. 16 (0,32%) others 2 (0,04%) |

## Gazdaság
A város a tarcali szőlőtermesztés és borkészítés központja. Fejlett még a fa- és textilipar is.

## Nevezetességei
- Újlak várának maradványai.[12] A várat valószínűleg a Csák nembeli Ugrin építtette a 14. század elején, először 1364-ben említik, de tekintélyes erődítménnyé az Újlaki család idejében vált. A vár nyugat-keleti irányban több, mint 300 méter hosszúságban húzódik a Duna feletti magaslat tetején. Alaprajza követi a hegytető alakját. A falak eredeti teljes hossza körülbelül 1350 méter. A falakon nyíllövésnyire kisebb, kerek és téglalap alakú tornyok vannak elhelyezve. Az erőd bejárati része a barbakán volt. Két kapuval rendelkezett, amelyek felett jellegzetes tornyok voltak. A bejárati rész előtt egy másik kisebb erőd volt, melyhez felvonóhíd vezetett. A vár két jelentős része a nyugati részen álló 18. századi Odescalchi kastély, mely az Újlakiak középkori várpalotájának helyén épült, míg keleten a ferencesek templom és kolostora áll. A két rész között egy hatalmas, számos bástyával erősített várfalakkal határolt udvar található. A vár délnyugati sarkát egy hatalmas rondella zárja, melynek keleti előterében az egykori kastélykert maradványai láthatók.
- A ferencesek temploma[13] a 14. század elején épült, benne van eltemetve Újlaki Miklós és Újlaki Lőrinc. A ferencesek 1343 óta már biztosan Újlakon tartózkodnak. A Csák nembeli Ugrin 1349-ben gótikus stílusban építette a mai templomot, amelyet Szűz Mária mennybevételének a tiszteletére szenteltek. Valószínűleg abban az időben épült fel a kolostor nyugati szárnya is. Újlaki Miklós 1454-ben építtette át a templomot és a kolostort az északi oldalon lévő kápolna (ma Szűz Mária kápolna) felállításával. Kapisztrán Szent János halála után a templom túl kicsi lett, így 1468-ban Újlaki Miklós keleti irányban bővítette és akkor érte el mai méretét. A torony a templom elején volt. A törökök a ferencesek templomát pajtává alakították. A szerzetesek csak a török kiűzése után térhettek vissza korábbi tulajdonukba. 1706-ban helyreállították a templomot és a déli oldalon tornyot építettek hozzá. A templom és a kolostor újjáépítése folytatódott. A kolostor északi és keleti szárnyát ezután újították fel. Az 1738-ban kitört pestis a város 286 lakosát és 17 szerzetest ölt meg, a következő évben pedig földrengés károsította a templomot és tornyát. A templomot 1761-ben újjáépítették, 1801 és 1806 között pedig új tornyot építettek az apszis mögött, hogy az alsó városból az óra is látható legyen. Az előző tornyot lebontották, mert nagyon rossz állapotban volt. A kolostorban a 18. század elején noviciátus működött, ahol filozófiai és teológiai oktatás folyt. A templom utolsó nagy felújítása 1907-től 1912-ig tartott neogótikus stílusban, Herman Bole építész tervei szerint. A jelenlegi tornyot 1913-ban építették. A felújított templomot 1921. szeptember 12-én szentelte fel Antun Akšamović diakovári püspök. a templom 14 regiszteres, manuálos, pedálos orgonája 1838-ban épült Lehner műhelyében.

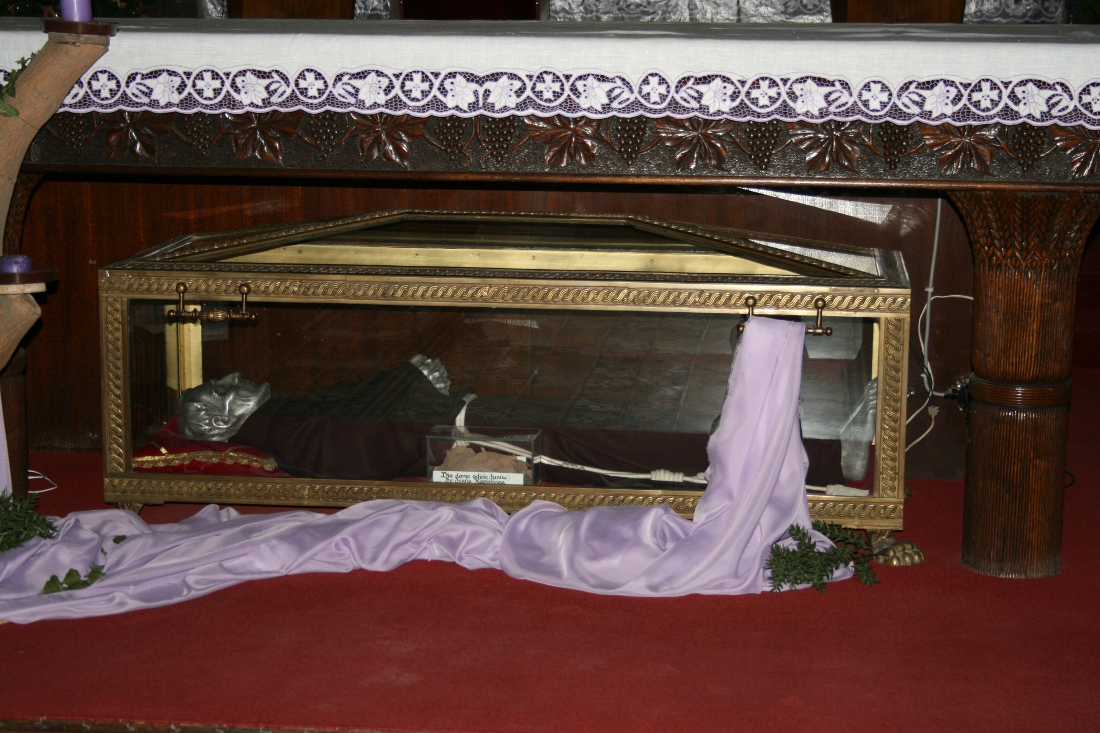
Kapisztrán János jelképes sírja a templomban

- A Kapisztrán János-kápolna – a vár oldalában található
- Az Odescalchi-kastélyban[14] található a városi múzeum. A palotát a 18. és 19. században építették a török által egyszer már újjáépített középkori várpalota maradványain. A kastély a hercegek nyári rezidenciájaként szolgált, és valószínűleg a 18. század elején, talán 1721 körül épült. Az újlaki kastély egy kétszintes épület, U alakú alaprajzzal. Az északi udvari homlokzat a Duna felé néz nyitott árkádokkal. A homlokzati árkádok és a három épületszárny barokk jellegzetességeket hordoz magán. A kastélyba az északi oldalról lehet bejutni. A földszinten és az első emeleten boltozatos szobák, míg a kastély második emeletén síkmennyezetű szobák találhatók. Az első emeleten található a levéltár, ahol a birtokhoz kapcsolódó okmányokat őrzik. A második emeleten található nagyszalon vadásztrófeákkal, műalkotásokkal, fegyverekkel, valamint a könyvtár a hercegek portréival. Közvetlenül a második világháború előtt a hercegek könyvtárat és művészeti értékű tárgyak egy részét Rómába vitték át. A háború alatt a kastélyt főként katonai célokra használták, 1948-ban az épület már üres volt, nagyrészt kifosztották. A pusztítás később is folytatódott a vízellátó rendszer kiépítésével és a második emeleti falak lebontásával a tornaterem kialakítása érdekében. 1969 óta a kastélyban található az Újlaki Városi Múzeum és Képgaléria.
- Mellette török türbe[15] áll. A türbe török mauzóleum Újlak oszmán megszállásának idején (1526-1688) épült síremlék. A torony az Odescalchi-kastélytól délkeletre helyezkedik el, mellette található a mecset és a kút, melyet a rituális lábmosáshoz kellett megépíteni. A központi épület négyzet alaprajzú. A négy oszlop feletti, ívelt csúcsos boltívekkel rendelkezik, amelyek felett kupolás tető van. Tégla és kő kombinációjával építették.
- A török fürdőt[16] egy középkori négyzet alakú torony átépítésével hozták létre Újlak oszmán megszállása alatt. A torony nyugati homlokzatát két hosszúkás, félkör alakú ablakkel törték át, a négyzet alakú teret pedig kupola koronázta. Az arabeszk és a kupola hordozására szolgált csúcsíves megerősítések maradványai még mindig is láthatók a falain.
- A magtár[17] 18. század második felében épült az Odeschalchi birtok melléképületeinek részeként. Az épület késő barokk stílusú és máig megőrizte eredeti formáját. Négyszögletes alaprajzú és négy emeletből áll.
- A járási hivatal épülete[18] 1912 és 1914 között épült Újlak központjában a főutca mentén, Aksman, Malin és Rožić építészek tervei alapján, eklektikus stílusban. Egyszintes épület, hosszúkás "T" alaprajzzal. Az utcai homlokzatot az építészeti részletek egységessége és vízszintesen négy szintre osztása jellemzi. Kúszónövényekkel van befuttatva, félkör alakú ablakokkal ellátott sekély központi rizalit hangsúlyozza. A földszintet függőleges és vízszintes felületek tagolják. A belső részben kőlépcsők és kerámia padlólapok találhatók.
- 4,3 km-re Újlak központjától délre ókori vízvezeték maradványa található. A téglafalakkal és boltíves boltozattal kiépített vízvezeték egy meredek lejtővel rendelkező szurdok aljában haladt és az 1. és 5. század között működött. A 16. században a törökök állították helyre és ezután még egészen a 18. századig volt használatban. Hasonló földalatti ősi vízvezeték egyedülálló a kontinentális Horvátország területén.[19]
- A Szent Rókus temetőkápolna eredetileg a pestis elleni fogadalmi kápolnának épült a tartományi barokk szellemében. 19. századi sírok veszik körül. A kápolna a temető nyugati oldalán található, egyhajós hosszúkás épület, kissé keskenyebb, sokszögű apszissal. A főhomlokzat közepén kiemelkedő, négyzet alaprajzú harangtorony található. A portál félköríves boltíves záródású, amelyet íves kivitelű, kétszárnyú ajtó zár. Rácsos fémdíszek és faragások díszítik. A harangtornyot kisebb téglalap alakú ablaknyílások tagolják és piramis alakú, fémlemezzel borított toronysisak fedi, melynek tetején kettős kereszt látható. A nyeregtetős épület félköríves apszisát félkupola borítja, míg a hajónak síkmennyezete van.[20]
- A város környéke híres bortermő vidék, erre emlékeztet a bormúzeuma.
- Védett épület a 19. század végén és a 20. század elején épített Trenc-ház.[21] A szerény stílusjegyekkel rendelkező polgári ház valószínűleg már a 19. század végén épült a belvárosba vezető főút mentén. A homlokzat és a belső tér eredetisége megmaradt. Földszintes "L" alaprajzú épület, mely egy utcai és udvari részből áll, mellékhelyiségekkel. Sekély fallépcsők tagolják, amelyek között téglalap alakú, felülvilágítós ablaknyílások vannak elrendezve, amelyek profilozott kerettel, párkánnyal és mellvédekkel rendelkeznek. A homlokzaton teljes hosszában két, konzolos koszorú fut végig. A tetőpárkány alatt dekoratív szellőzőnyílások találhatók. A ház udvari részének bővítményében egy tornác található. A szobák síkmennyezettel rendelkeznek. A folyosó padlóját színes kerámia burkolat borítja. Az asztalos munka fehér színű, az ajtókon és az ajtófélfákon betétekkel és eredeti vasalatokkal. A szecessziós bútorok egy része is megmaradt.
- Védett kulturális emlék Julija Benešić írónő szülőháza,[22] a róla elnevezett utca 9. száma alatt. Városias polgárház, amely a 19. század első felében történt felépítése óta lakó- és üzleti funkciójú, egyszobás, utcai fekvésű épület. A 20. század elején Hermann Bolle tervei szerint jelentős bővítést hajtottak rajta végre a neogótikus kapuzat melletti nyitott tornác beépítésével. A második világháború időszakáig a lakórészt kézműves tevékenységre, az udvari részt gazdasági tevékenységre, szőlőfeldolgozásra és mezőgazdasági termények tárolására használták. A ház szokatlan stílusjegyekkel rendelkezik, utcai homlokzata klasszicista, udvara neogótikus. Az utcai homlokzatot lizénák határolják, amelyeken belül kettős ablakok vannak, sekély profilozással keretezve. Az ablakok és bejáratok felett virágmedálok és konzolsor található. A ház udvari szárnyát tornác zárja, amelyet csúcsívek és sokszögű pillérek formálnak, amelyek között többszörös tagolású üvegfelületek találhatók. Az utcai épületrészen belül tágas, egymásba nyíló szobák találhatók síkmennyezettel és beépített bútorokkal. Az ajtó körüli fakeretek profilozottak. A padlózat részben fa, részben beton. A dupla tetőablakok beépített sötétítővel rendelkeznek. Az utcai épület teteje nyeregtetős, cserépfedéssel.

## Kultúra
- A horvát polgári olvasókör a város egyik legrégebbi kulturális intézménye. Nikodem és Adolf Jakšić alapították 1865-ben.
- Az 1873-ban alapított önkéntes tűzoltóegyesület színjátszó csoporttal is rendelkezett.
- 1894-ben megalakult az első újlaki tamburazenekar, az úgynevezett Párizsiak, akik 1900-ban népviseletben játszottak a párizsi világkiállításon.
- 1894-től volt aktív a Sloga Horvát Énekes Társaság, amely kezdetben a népdalok rajongóit gyűjtötte össze. 1927-ben volt egy kórus működött e név alatt, majd 1949-től az alapjain létrehozták a Sloga Kulturális és Művészeti Egyesületet, amelynek színjátszó szekciója is volt, de csak néhány évig működött.
- 1894-ben alakult meg a Gusle szerb templomi énekkar. Táncos rendezvényeket tartottak rövidebb programokkal.
- 1895-ben jött létre a Hölgyek Jótékonysági Egylete, akik a téli időszakban táncmulatságokat szerveztek. Tevékenységük különösen aktív volt 1911 és 1933 között.
- 1924-ben jött létre a Zrínyi Horvát Katolikus Művelődési Társaság, amelynek legfontosabb tevékenységei a színjátszás és az énekkar voltak. Írásbeli források szerint 1941-ig működött. Táncpartikat szerveztek és évente színdarabokat is adtak elő.
- A városi múzeumot 1952-ben alapították és 1966-ig a Brnjaković-kúriában működött. 1969-ben az Odescalchi-kastélyba költöztették. Gazdag régészeti, történeti és néprajzi gyűjteménnyel rendelkezik. A képzőművészeti gyűjtemény alapját az „In signo terrae” alkotótábor képzőművészeti alkotásai képezik.
- A KUD Julija Benešić kulturális és művészeti egyesületet 1971-ben alapították.
- A helyi szlovákok művészeti egyesülete az SKD Ljudevit Štur.

## Oktatás
- Julija Benešić Általános iskola
- Újlaki Középiskola

## Sport
- NK Fruškogorac Ilok labdarúgóklub
- RK Ilok kézilabdaklub
- KK Ilok kosárlabdaklub
- TK Ilok teniszklub

## Híres emberek
- Itt hunyt el 1456. október 23-án Kapisztrán Szent János ferences szerzetes, hitszónok, egyházi író.
- Itt született 1765-ben Bernakovits József bölcsészdoktor, kalocsai, majd nagyváradi kanonok.
- Itt született 1819. július 3-án Rehatsek Ede mérnök, matematikus, orientalista.

## Galéria
- Az újlaki vár
- A vár
- Kilátás a várból a Dunára. A túlparton Palánka már Szerbia.
- A ferences templom
- Újlaki Miklós síremléke a ferences templomban
- Belváros